# Strada Gigante
Lo Strada Gigante è stato un traghetto Ro-Ro, operativo per la compagnia di navigazione italiana Strade Blu dal 2001 al 2008 e di proprietà della Corsica Ferries - Sardinia Ferries dal 2008 al 2012.

## Servizio
Varato il 28 febbraio 1977 nel cantiere navale Framnäs Mekaniske Verksted di Fredrikstad con il nome di Tor Caledonia e consegnato il 7 luglio successivo alla Tor Line, prende servizio nello stesso mese nei collegamenti tra Europa e Medio Oriente.
Nel 1979 viene trasferito nei collegamenti nel Mare del Nord.
Il 14 maggio 1982 viene noleggiato al Ministero della Difesa britannico per il trasporto di merci e mezzi militari verso le Isole Falkland e, sottoposto dal 16 al 20 maggio ai propedeutici lavori di adattamento al servizio militare, il giorno stesso prende servizio per la Royal Navy.
Il 20 luglio 1982 finisce alla deriva a causa di una tempesta.
Il 31 luglio 1982 viene venduto alla Spanocean Line Ltd, prendendo servizio nei collegamenti tra Francia, Italia e Medio Oriente.
Da maggio a dicembre 1984 viene noleggiato alla Grimaldi Lines e ribattezzato Gothic Wasa.
Nel dicembre del 1984, con il fallimento del Gruppo Salén, viene rilevato dalla Midland Bank e, messo all'asta, viene venduto nello stesso mede alla Initial Plc, dalla quale viene ribattezzato Galloway.
Nel giugno del 1985 viene noleggiato alla Tor Line e, ribattezzato Tor Caledonia, prende servizio nei collegamenti tra Rotterdam ed Immingham.
Nel 1986 viene venduto alla Stratton House Leasing Ltd, continuando tuttavia ad operare sotto le insegne della Tor Line.
Nel 1987 viene trasferito nei collegamenti tra Immingham e Göteborg.
Il 19 dicembre 1988 viene venduto alla DFDS, alla quale viene consegnato il 23 dicembre. 
Il 7 gennaio 1988 prende servizio nei collegamenti tra Göteborg, Felixstowe edImmingham.
Il 16 luglio 1990 viene trasferito nei cantieri navali Flensburger Schiffsbau-Gesellschaft di Flensburgo, dove viene sottoposto a lavori di allungamento tramite l’inserimento di un troncone lungo 26 metri, portando la lunghezza della nave da 162 metri a 188 metri. Il 23 agosto torna regolarmente in servizio.
Il 25 settembre 2001 viene venduto alla società italiana Locat S.p.A e, salpato il 4 novembre successivo da Göteborg, giunge l'11 novembre a Livorno, dove viene ribattezzato Strada Gigante. Nello stesso mese prende servizio sotto le insegne della Strade blu nei collegamenti tra Voltri e Termini Imerese.
Dall'aprile del 2002 si aggiunge uno scalo intermedio a Cagliari.
Nel 2008, con il rilevamento della Strade Blu da parte del gruppo Forship S.p.A passa alla Corsica Ferries - Sardinia Ferries.
Il 23 marzo 2012 viene disarmato a Vado Ligure e messo in vendita.
Nel giugno del 2012 ne viene annunciata la cessione per demolizione alla società emiratina Argo System Fze e, con il nome troncato in Gigante, salpa il 20 giugno da Vado Ligure per Chittagong, dove giunge il 22 agosto successivo e, posizionatosi alla fonda, viene spiaggiato il 16 settembre.

## Navi gemelle
- Aegean Star
- Archagelos
- Filippos
- Strada Gothica
- Assi Euro Link
- Ulusoy-6
- Aegean Sky
- Stora Korsnäs Link I
- Taxiarchis